# ТЕС Kinyerezi-2
6°51′30.7″ пд. ш. 39°9′2.2″ сх. д. / 6.858528° пд. ш. 39.150611° сх. д.
ТЕС Kinyerezi-2 — теплова електростанція в Танзанії, розташована на околиці столиці країни Дар-ес-Салама. Перша в історії країни ТЕС, споруджена за технологією комбінованого парогазового циклу.
Електростанція складатиметься з двох енергоблоків потужністю по 120 МВт, кожен з яких матиме по три газові турбіни виробництва Mitsubishi Hitachi Power Systems типу H-25. Вони через котли-утилізатори живитимуть одну парову турбіну, постачену Toshiba Plant Systems & Services.
Як паливо використовуватиметься природний газ, що надходить з півдня країни по трубопроводу Мтвара – Дар-ес-Салам. У грудні 2017 року почалась подача газу на станцію, необхідна для запуску перших двох турбін.
Зв'язок з енергосистемою відбуватиметься через підстанцію, розраховану на напругу 400 кВ.
Вартість проекту складає біля 430 млн доларів США, при цьому основну частину фінансування — 85 % — забезпечили японські банки Japan Bank for International Cooperation та Sumitomo Mitsui Corporation. Генеральним підрядником будівництва виступила корпорація Sumitomo.
Можливо також відзначити, що поряд розташована введена в експлуатацію у 2015 році ТЕС Kinyerezi-1, крім того, планується зведення більш потужних Kinyerezi-3 (600 МВт) та Kinyerezi-4 (330 МВт).